# 凤林镇 (江山市)
凤林镇是中国浙江省衢州市江山市下辖的一个镇。位于江山市西南部，面积94.3平方公里，人口4.1万人。

## 历史典故
“凤林”之名的由来，有两个版本的传说：
- 传说一：凤林本名“鸟村”，因地傍须江大溪，多沙滩林木，各种鸟类聚集而得名。鸟村到了明代出了个大人物叫周文兴，正德三年中的进士（论成绩本是第一名，然考官阅卷后认为他“有山林气象，无台阁规模”就被降为第四名了），官至鸿胪寺正卿。可是，周文兴是个无心功名的人，“屡起屡退”（经常想“离岗退养”）。皇帝见状，就问他老家在哪里？周文兴刚想顺口回答：“江山鸟村。”话到嘴边，一想，不对，“江山”这个地名与皇帝喜欢听的“一统江山”、“万里江山”混在一起了，如说“江山鸟村”，岂不是将皇帝的“锦绣江山”贬辱为“鸟村”了吗？弄得不好就要犯欺君之罪。正在左右为难之际，突然急中生智，想，将“鸟”字加个壳不就成了“凤”，“村”字加一笔不就是个“林”了？于是就回答：“微臣家住江山凤林”。皇帝一听，朕的江山，是凤凰栖集之林，语蕴吉祥，一高兴，就准了周文兴退隐的要求，并书赠一额曰：“凤栖吾林”，原意是“凡凤凰都栖落在朕的林中”，暗寓不管你退隐到哪里，都在我的掌控之中。岂料周文兴是才高八斗的人物，悟出这是皇帝暗藏的杀机：凤凰落到我的林中，岂不是想诬陷我造反？灵机一动，回去就提笔在“吾”字旁加了个“木”字偏傍，成了个“梧”，匾额文字就成了“凤栖梧林”，这就与庄子说的“凤凰非梧桐不栖”一样意思了。于是，这才放心地回了家。从此，“鸟村”就称作“凤林”了。

- 传说二：南宋朱熹从崇安经仙霞古道到江山拜访徐存，徐存乃南宋知名理学家，朱熹非常敬重徐存，屡登门造访。时徐存家居清湖，朱熹经仙霞古道到清湖，要自峡口搭乘木筏。途经此地，见此地广阔的田野间卧伏着好些沙墩，沙墩和沙滩上又长着密密匝匝的林木，引来天上的白鹤栖集在丛林中，就感叹曰：“真乃凤丘鹤林也。”于是里人就将原名“新坦”改为“凤林”了。[來源請求]

## 行政区划
凤林镇下辖18个行政村：
中岗村、花溪岙村、苗青头村、英岸村、株树村、游溪村、大悲山村、官田村、凤里村、南坞村、桃源村、凤祥村、凤溪村、高坂村、茅坂村、政棠村、卅二都村和白沙村。

## 中国传统村落
2013年8月，南坞村获批第二批中国传统村落。